# Tercer Estado saudita

Mapa de los países que establecieron el tercer Estado saudita:
Emirato de Riad (1902-1913)
Emirato de Néyed y Hasa (1913-1921)
Sultanato de Néyed (1921-1926)
Reino del Néyed y del Hiyaz (1926-1932)
Reino de Arabia Saudita (1932-presente)

El Tercer Estado Saudita es el heredero de los dos estados saudíes: el primero y el segundo, fundado el (15 de enero de 1902), por Abdulaziz bin Saúd, quien logró restaurar la ciudad de Riad para establecer el estado saudí moderno y contemporáneo (el Reino de Arabia Saudita).
El tercer estado saudí fue conocido al comienzo de su reinado como el "Emirato de Riad" y el "Emirato de Néyed y Hasa" y el emirato pudo expandirse hasta 1921 y pudo controlar toda la región de Néyed. Después del derrocamiento del emirato rival de Hail, y el Emirato de Najd y Al-Ahsa se conoció como el Sultanato de Néyed, luego se anexó el Reino del Hiyaz, y su nombre se convirtió en Reino de Hiyaz y Néyed y sus anexos. El nombre siguió existiendo hasta la anexión del territorio del sur y el anuncio del establecimiento del Reino de Arabia Saudita en 1932.